# Ordnungspolizei
Ordnungspolizei, OrPo, var Nazitysklands uniformerade polis. Även känt som Gröna Polisen, Grüne Polizei, efter sin uniformsfärg.
Heinrich Himmler blev 1936 tysk rikspolischef - Chef der Deutschen Polizei im Reichsministerium des Innern - sedan Adolf Hitler utfärdat en förordning för att enhetliggöra polisväsendet i Tyskland. Traditionellt hade det tyska polisväsendet varit en delstatlig och kommunal uppgift. Som rikspolischef var Himmler formellt underordnad inrikesministern Wilhelm Frick, men Himmler blev i praktiken oberoende av Frick och skapade nya centrala ledningsorgan för polisen, vars högre befattningar fylldes med SS-medlemmar. Polisen delades i Ordnungspolizei (den uniformerade polisen) och Sicherheitspolizei (kriminalpolis, säkerhetspolis och säkerhetstjänst).
Ordnungspolizei spelade en central roll i Förintelsen och genomförde otaliga deportationer och massavrättningar.

## Organisation

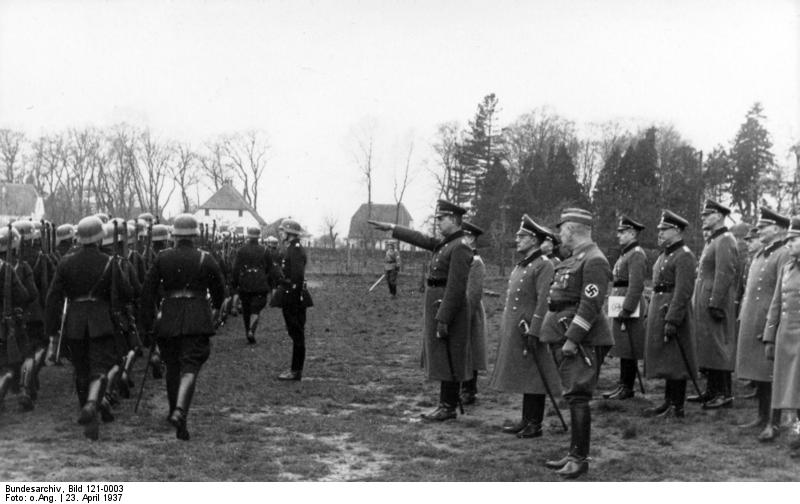
SchuPo i Bremen inspekteras av chefen för OrPo, generallöjtnant Kurt Daluege 1937

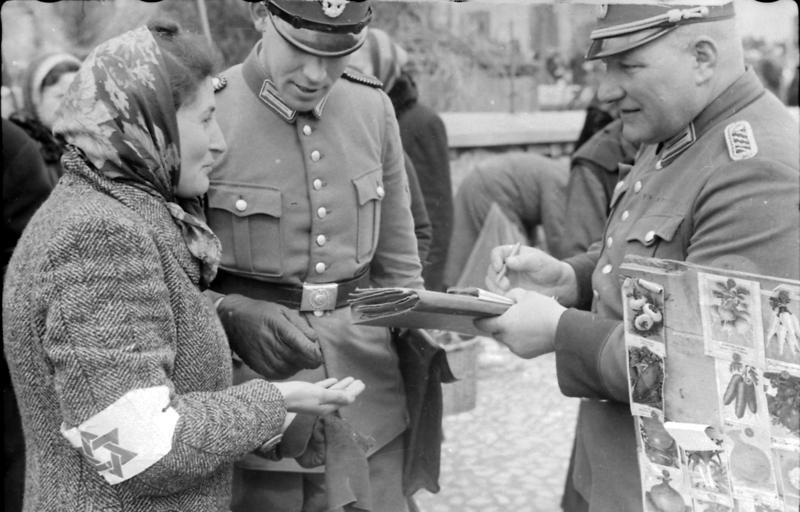
Tysk ordningspolis kontrollerar judar i Lublin 1941

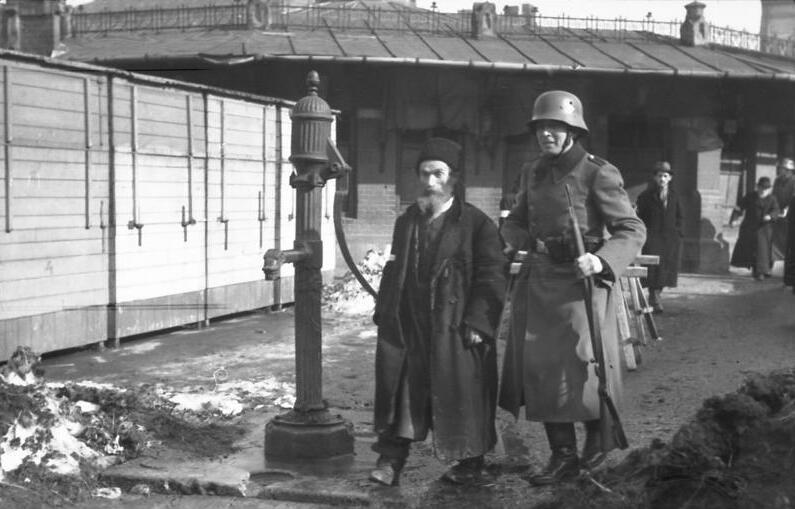
Tysk ordningspolis för bort en judisk civilperson i Kraków 1941

Chef för OrPo 1936–1943 var SS-Oberstgruppenführer Kurt Daluege och 1943–1945 SS-Obergruppenführer Alfred Wünnenberg. Chefen för OrPo var direkt underställd Reichsführer-SS Heinrich Himmler i hans egenskap av rikspolischef, Chef der Deutschen Polizei.

### Hauptamt Ordungspolizei

Fana för Ordnungspolizei i Oldenburg 1933

Ordningspolisens huvudstyrelse under Kurt Daluege var det centrala ämbetsverk som ledde OrPos verksamhet.
- Amt Verwaltung und Recht [Administrativ och juridisk avdelning]
- Kommando-Amt [Stabsavdelning]
- Reichsämter [Riksavdelningar]
  - Reichsamt Techniche Nothilfe (se nedan)
  - Reichsamt Freiwilligen Feuerwehren [Frivilliga brandkårerna]
- Wirtschaftsverwaltungsamt [Ekonomiförvaltningsavdelning]
- Rechtsamt [Rättsavdelning]
- Sanitätsamt [Sjukvårdsavdelning]
- Generalinspektörer 
  - Generalinspektören för SchuPo (se nedan)
  - Generalinspektören för GemPo och Gendarmeriet (se nedan)
  - Generalinspektören för polisskolorna
  - Generalinspektören för brandförsvaret
  - Generalinspektören för förläggningsväsendet
  - Generalinspektören för sjukvårdstjänsten
- Inspektörer
  - Inspektören för världsåskådlig uppfostran
  - Inspektör för tandvårdstjänsten
  - Inspektören för sjöpolisen
  - Ekonomiinspektören
  - Inspektören för motorfordonstjänsten
  - Inspektören för signaltjänsten
  - Inspektör för luftskyddstjänsten
  - Inspektören för brandtjänsten
  - Inspektören för veterinärtjänsten[2]

### Polisskolor
- Tekniska SS- och Polishögskolan
- Ordningspolisens officersskola i Eberswalde
- Ordningspolisens officersskola i Fürstenfeldbruck
- Ordningspolisens officersskola i Oranienburg
- Polisofficersskolan i Berlin-Köpenick
- Polisens stridsskola I
- Polisens förvaltningstjänstemannaskola i Linz
- Polisens förvaltningstjänstemannaskola i München-Haar
- Polisens motorskola i Woisen
- Polisens rid- och körskola i Bendsburg
- Polisens teknik och trafikskola
- Sjöpolisskolan i Stettin[2]

### Territoriell organisation
| Territorium                                                     | SchuPo                                                 | Gendarmerie                                            | Befogenhet                                                                                            |
| --------------------------------------------------------------- | ------------------------------------------------------ | ------------------------------------------------------ | --- |
| SS-Oberabschnitt (Wehrkreis) militärområde                      | Höherer SS- und Polizeiführer (HSSPF)                  | Höherer SS- und Polizeiführer (HSSPF)                  | Chef för SS, OrpO, KriPo, GeStapo och SD inom militärområdet.                                         |
| SS-Oberabschnitt (Wehrkreis) militärområde                      | Inspekteur (Befehlshaber) der Ordnungspolize (IdO/BdO) | Inspekteur (Befehlshaber) der Ordnungspolize (IdO/BdO) | Chef för OrpO inom militärområdet. Underställd HSSPF.                                                 |
| Generalbezirk (förvaltningsregioner i det ockuperade Östeuropa) | Kommandeur der Ordnungspolizei (KdO)                   | Kommandeur der Ordnungspolizei (KdO)                   | Chef för OrpO i sin region. Underställd SS-und Polizeifüher i förvaltningsregionen.                   |
| Högre polismyndigheter (se nedan)                               | Stabsoffizier der Schutzpolizei (SdSch)                | Stabsoffizier der Gendarmerie (SdG)                    | Handläggare för SchuPo och Gempo resp. gendarmeriet vid de högre polismyndigheterna. Underställd IdO. |
| Statlig polisförvaltning resp. Gendarmerie-Kreis                | Kommandeur der Schutzpolizei (KdSch)                   | Kommandeur der Gendarmerie (KdG)                       | Chef för SchuPo resp. gendarmeriet i sitt område.                                                     |

#### Höherer SS- und Polizeiführer
| - Adriatiska kustlandet, Trieste - Alpenland, Salzburg - Belgien och Norra Frankrike Bryssel - Böhmen och Mähren, Prag - Donau, Wien - Elbe, Dresden - Fulda-Werra, Bad Arolsen - Main, Nürnberg | - Mitte, Braunschweig - Nord, Oslo - Nordost, Königsberg - Nordsjön, Hamburg - Nordwest, Haag - Ost, Krakau = Kraków - Ostland, Riga - Östersjön, Stettin | - Rhein-Westmark, Wiesbaden - Södra Ryssland, Kiev - Svarta Havet, Nikolajew = Mykolajiv - Spree, Berlin - Süd, München - Südost, Breslau = Wrocław - Südwest, Stuttgart - Warthe, Posen = Poznań | - Weichsel, Danzig = Gdańsk - West, Düsseldorf |

Det fanns en Höherer SS- und Polizeiführer i varje SS-Oberabschnitt, som motsvarade en Wehrkreis, det vill säga militärområde i Tyskland. Under kriget infördes motsvarande organisation i de ockuperade områdena.

#### Inspekteur/Befelshaber der Ordnungspolizei
Ordningspolisinspektörerna (IdO) förde uppsikt över hela den uniformerade polisen (OrPo och dess tjänstegrenar). IdO övervakade OrPos utbildning och fortbildning och förde vid större polisinsatser det direkta operativa befälet. IdO ansvarade också för förbindelserna med nazistpartiet och med Wehrmacht.

### Polismyndigheter
| Nivå          | Schupo (ordningsstatspolisen) Kripo (statskriminalpolisen) | Gendarmeriet Kommunala polisen | Polismyndigheter        |
| ------------- | ---------------------------------------------------------- | ------------------------------ | ----------------------- |
| Regional nivå | Landshövdingar/Riksståthållare                             | Landshövdingar/Riksståthållare | Högre polismyndigheter  |
| Kretsnivå     | Polizeipräsident/Polizeidirektor                           | Lantråd/Överborgmästare        | Kretspolismyndigheter   |
| Lokal nivå    | som ovan                                                   | Borgmästare                    | Lokala polismyndigheter |

#### Högre polismyndigheter
Högre polismyndighet utövades av de högre förvaltningsmyndigheterna, såvitt de hade till uppdrag att utöva den myndighet som före det nazistiska maktövertaganden utövades av de tyska delstaterna. De utövade tillsyn över kretspolismyndigheterna. 
| Område                                                                             | Högre polismyndighetschefer                        |
| ---------------------------------------------------------------------------------- | -------------------------------------------------- |
| Preussen Bayern Sudetlandet Danzig Västpreussen Wartheland                         | Regierungspräsidenten, dvs. landshövdingarna       |
| Sachsen Württemberg Baden Thüringen Oldenburg Braunschweig                         | Inrikesministeriet i respektive land               |
| Mecklenburg                                                                        | Statsministeriet i Mecklenburg, inrikesavdelningen |
| Hessen Anhalt Lippe                                                                | Reichsstatthalter, dvs. Riksståthållaren           |
| Schaumburg-Lippe                                                                   | Landsregeringen                                    |
| Hamburg                                                                            | Riksståthållaren                                   |
| Bremen                                                                             | Regerande borgmästaren                             |
| Westmark Wien Niederdonau Oberdonau Salzburg Steiermark Kärnten Tyrolen-Vorarlberg | Riksståthållaren                                   |

Källa: 

##### Högre polismyndigheter i Preussen 1941
I Preussen var landshövdingarna (Regierungspräsidenten) i följande län (Regierungsbezirke) högre polismyndighetschefer.
| - Regierungsbezirk Aachen - Regierungsbezirk Frankfurt (Frankfurt an der Oder) - Regierungsbezirk Königsberg - Regierungsbezirk Allenstein - Regierungsbezirk Gumbinnen - Regierungsbezirk Köslin - Regierungsbezirk Arnsberg - Regierungsbezirk Hannover - Regierungsbezirk Liegnitz - Regierungsbezirk Aurich - Regierungsbezirk Hildesheim | - Regierungsbezirk Lüneburg - Regierungsbezirk Berlin (Regierungsbezirk Potsdam) - Regierungsbezirk Kassel - Regierungsbezirk Magdeburg - Regierungsbezirk Breslau - Regierungsbezirk Kattowitz (Katowice) - Regierungsbezirk Merseburg - Regierungsbezirk Düsseldorf - Regierungsbezirk Koblenz - Regierungsbezirk Minden | - Regierungsbezirk Erfurt - Regierungsbezirk Köln - Regierungsbezirk Münster - Regierungsbezirk Oppeln - Regierungsbezirk Schneidemühl (Piła) - Regierungsbezirk Trier - Regierungsbezirk Osnabrück - Regierungsbezirk Sigmaringen - Regierungsbezirk Wiesbaden - Regierungsbezirk Potsdam | - Regierungsbezirk Stade - Regierungsbezirk Zichenau - Regierungsbezirk Schleswig - Regierungsbezirk Stettin |

#### Kretspolismyndigheter
I lantkretsarna, vari ingick ett flertal landskommuner, var lantrådet (kretslandshövdingen) chef för kretspolismyndigheten. I stadskretsar (städer som inte ingick i en lantkrets), där det inte fanns en statlig polisförvaltning, det vill säga där GemPo (se nedan) var ordningspolis, var stadens överborgmästare chef för kretspolismyndigheten.

#### Lokala polismyndigheter

##### Statliga polisförvaltningar
I de städer som föll under SchuPos ansvarsområde (se nedan) utövades både kretspolismyndigheten och den lokala polismyndigheten av den lokala statliga polisförvaltningen som ansvarade för SchuPo, KriPo och Verwaltungspolizei.
| Stad            | Statlig polisförvaltning | Polismyndighetschef |
| --------------- | ------------------------ | --- |
| Liten stad      | Polizeiamt               | Det lokala lantrådet (kretslandshövdingen) var polismyndighetschef. Hade dock en under myndighetschefen ställd polischef, som var en polisförvaltningstjänsteman med grad som Polizeirat eller Polizeioberinspektor (se nedan).  |
| Liten stad      | Polizeiamt               | Saknade egen myndighetschef; var underställd myndighetschefen vid en närliggande polisförvaltning. Hade dock en under myndighetschefen ställd polischef, som var en polisförvaltningstjänsteman med Polizeirats grad (se nedan). |
| Mellanstor stad | Polizeidirektion         | Polizeidirektor |
| Stor stad       | Polizeipräsidium         | Polizeipräsident |

##### Kommunala polisförvaltningar
I de städer som föll under GemPos ansvarsområde (se nedan) var borgmästaren lokal polismyndighetschef. Han var underställd lantrådet som chef för kretspolismyndigheten.

## Tjänstegrenar

### Schutzpolizei des Reiches
SchuPo (Schutzpolizei) var en ordningsstatspolis som huvudsakligen verkade i medelstora och större städer. Till SchuPo hörde den patrullerande polisen, den kasernerade polisen, trafikpolisen, polisrytteriet, sjöpolisen och polisflyget.

### Schutzpolizei der Gemeinden
GemPo var den kommunal polisen, som verkade i städer med över 2 000 invånare vilka saknade en statlig polisförvaltning.

### Gendarmeri
Gendarmeriet i Nazityskland var en statlig ordningspolis som verkade på landsbygden. Till gendarmeriet hörde det patrullerande gendarmeriet och det motoriserade gendarmeriet (för samlade insatser och trafikreglering). Dessutom ansvarade gendarmeriet tillsammans med tullverkets gränsbevakning (Zollgrenzschutz) och Gestapos gränspolis för bevakning av riksgränserna.

### Feuerschutzpolizei
FSchPo (Feuerschutzpolizei) bildades 1938 när de tyska kommunala yrkesbrandkårerna underställdes ordningspolisen (Orpo) som en särskild tjänstegren.

### Hilfspolizei

#### Luftschutzpolizei
LS-Pol (Luftschutzpolizei) bildades när de tyska civilförsvaret omorganiserades 1942. Sicherheits- und Hilfsdienst (SHD) vilket var civilförsvarets undsättningsorganisation och lydde under Riksluftfartsministeriet delades då upp mellan flygvapnet och polisen. De motoriserade undsättningskolonnerna överfördes till flygvapnet (Luftwaffe) som motoriserade räddningsbataljoner, medan de ortsfasta kolonnerna bildade LS-Pol.

#### Technische Nothilfe
TeNo (Technische Nothilfe), en frivillig teknisk beredskapsorganisation, var Hilfspolizei, underställd OrPo.

#### Feuerwehren
Frivilliga brandkårer, brandvärn och industribrandkårer var Hilfspolizei, underställda OrPo.

#### Stadt- und Landwacht
Stadt- und Landwacht war Hilfspolizei för att biträda vid ordningens upprätthållande i städer och på landsbygden.

#### Bergwacht
Den alpina räddningstjänsten blev under kriget en hjälppolis med ansvar även för naturskyddet. Den underställdes 1944 de militära myndigheterna.

### Verwaltungspolizei
Förvaltningspolisen (Verwaltungspolizei) bestod av polisjurister och polisförvaltningstjänstemän. De lokala statliga polismyndighetscheferna var polisjurister. Förvaltningspolisen ansvarade också för folkbokföring, Gesundheitspolizei (hälsovårdsinspektörer), Gewerbepolizei (näringstillstånd) och Baupolizei (byggnadslov).

## Polisens fältförband

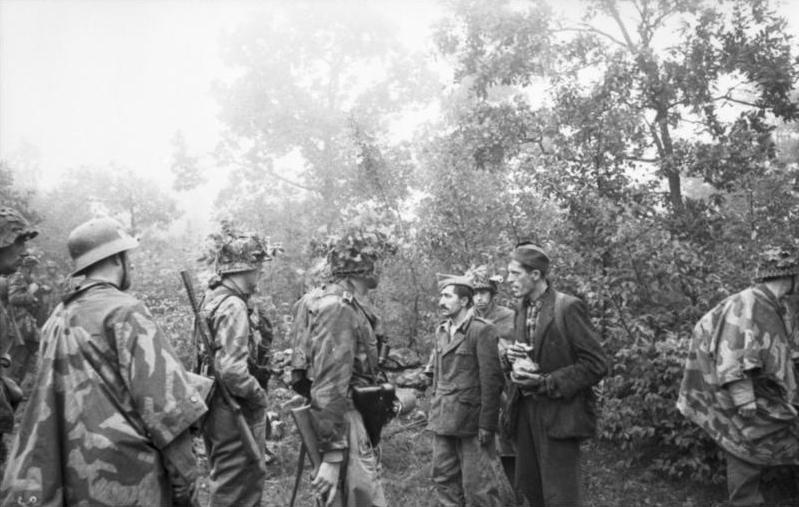
Tysk polistrupp genomför personkontroll på den jugoslaviska landsbygden.

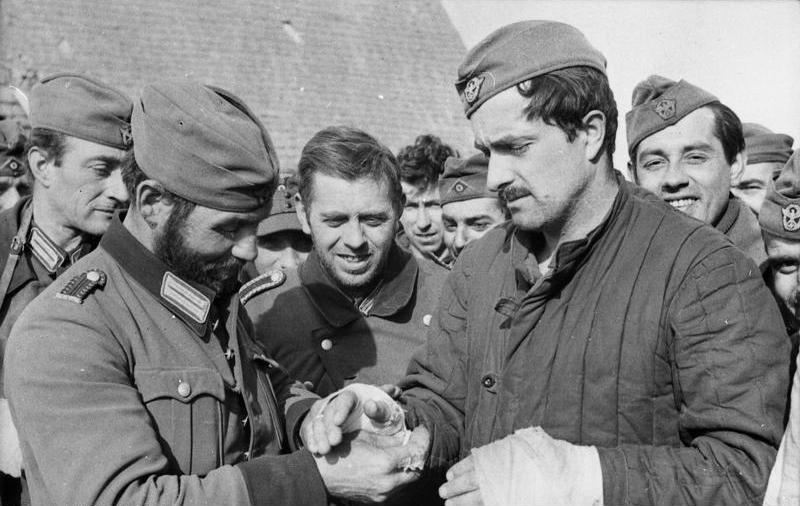
Sårade från polisens fältförband; Ryssland 1942.

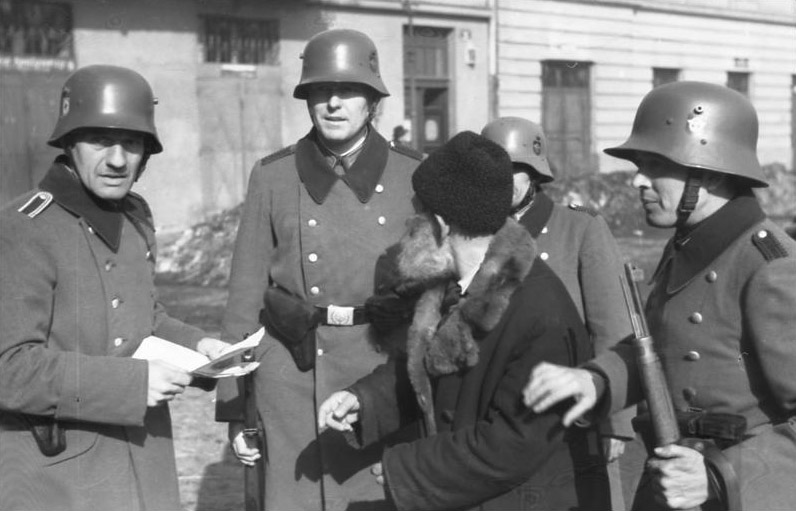
Ordnungspolizei genomför en razzia i Krakows getto 1941.

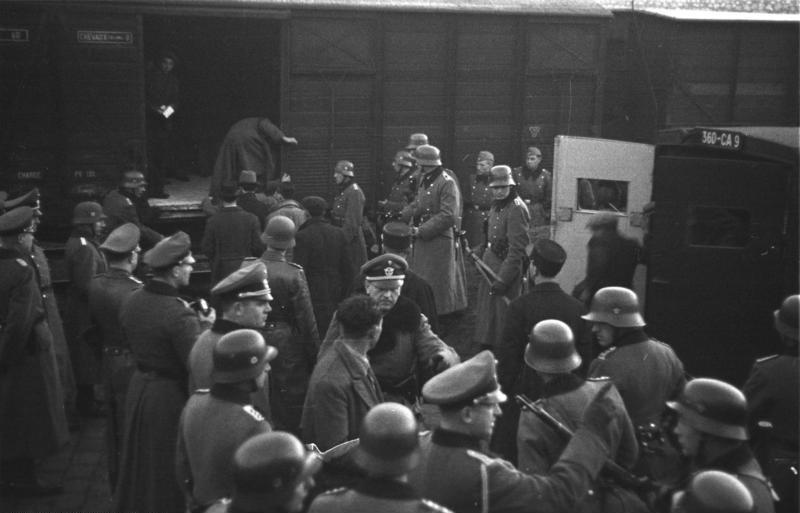
Personal från en polisbataljon ilastar judar på godsvagnar under räden i Marseille 1943.

Under andra världskriget hade Ordnungspolizei militära förband i fält. Storleken av dessa var sådan, att man kan tala om en femte försvarsgren vid sidan av armén, Kriegsmarine, Luftwaffe och Waffen-SS.  Till polisens fältförband hörde inte 4. SS-Polizei-Panzergrenadier-Division eller 35. SS- und Polizei-Grenadier-Division vilka ingick i Waffen-SS. Inte heller Wehrmachts krigspolis räknades dit.

### Organisation
- Polisregementen
- Polisbataljoner
- Polisryttarbataljoner
- Polissignalbataljoner
- Polispansarkompanier
- Poliskanonplutoner
- Polisingenjörsplutonr
- Verkstadsplutoner

Källa:

### Utveckling under kriget
Vid mobiliseringen 1939 uppsatte Ordnungspolizei 21 polisbataljoner om vardera ca 500 poliser. 13 av dessa underställdes Wehrmacht som säkerhetsförband. Vid mitten av 1940 fanns det 101 polisbataljoner i fält; ytterligare 30 bataljoner uppställdes under slutet av 1940 och under 1941. De senare rekryterades med frivilliga från yngre årsklasser (se nedan) och bildade bataljonerna 251-256 och 301-325. De bataljoner som bestod av många värnpliktiga från polisreserven benämndes Reserve-Polizeibataillone; övriga Polizei-bataillone. 1940 fanns det 13 polisbataljoner i det polska generalguvernementet, sju i de annekterade västliga delarna av Polen, tio i protektoratet Böhmen-Mähren, sex i Norge och fyra i Holland. Från juli 1942 inordnades polisbataljonerna i polisregementen med nummer 1-28. I februari 1943 ombenämndes alla polisregementen till SS-Polizei-Regimenter. Samtidigt nyuppsattes 1943 och 1944 Polizei-Schützen-Regimenter där den andra och tredje bataljon bestod av ukrainska eller baltiska frivilliga.
Till polisens fältförband hörde även de bland lokalbefolkningen i det ockuperade Sovjetunionen uppställda Schutzmannschaft om tillsammans 300 000 man i närmare 200 bataljoner. Många av dessa infogades sedan i de ovan omnämnda polisskytteregementena. Under Ordnungspolizei hörde även de av lokalbefolkningen rekryterade Selbstschutz.

## Förintelsen
Polisbataljonernas uppgifter varierade mellan de olika fronterna och de olika förbanden. Några polisbataljoner användes huvudsakligen som säkerhetsförband bakom frontlinjen, medan andra var direkt medverkande i förintelsen. Det senare blev under efterkrigstiden okänt eftersom fokus kom att riktas mot de mer välkända Einsatzgruppen, som var direkt underställda Reichssicherheitshauptamt under Reinhard Heydrich. Polisens fältförband var organisatoriskt och administrativt underställda chefen för Ordnungspolizei, Kurt Daluege, men operativt var de underställda de regionala Höhere SS-und-Polizeiführer (se ovan), som var direkt underställda Reichsführer SS Heinrich Himmler.
Under invasionen av Polen 1939 begick polisens fältförband övergrepp både mot den katolska och den judiska befolkningen. Som ordningspolis bevakade de de judiska getton som upprättades i Polen, medan Sicherheitsdienst (SD) var ansvarig för säkerhetstjänsten inne i gettona tillsammans med den judiska gettoförvaltningen.. Från 1941 medverkade polisens fältförband tillsammans med lokalt Schutzmannschaft såväl vid avtransport av judar och andra till koncentrationsläger, som vid att infånga och döda judar utanför gettona.
Både i en självständig operativ roll och i samordning med Einsatzgruppen var polisens fältförband en del av den slutgiltiga lösningen under Operation Barbarossa, invasionen av Sovjetunionen 1941. De deltog i den första och andra vågen av utrotningar i Sovjet 1941 och medverkade även vid utrotningsoperationer i Polen. Polisens fältförband beräknas att vara ansvariga för åtminstone en miljon bakom fronten dödade människor. Det kan också anmärkas, att Ordnungspolizei tillsammans med Waffen-SS utgjorde huvuddelen av personalen i Einsatzgruppen.

## Personal
Ordnungspolizei hade 1938 en personalstyrka om 62 000 uniformerade poliser. Av dessa tillhörde ungefär 9 000 den kasernerade polisen (se ovan). Sedan polistjänsten började räknas som avtjänad värnplikt hade det inte funnits några svårigheter att i fredstid rekrytera tillräcklig personal. Vid andra världskrigets början hade Ordnungspolizei en personalstyrka om 131 000 poliser. 16 000 överfördes till den polisdivision som sedermera blev 4. SS-Polizei-Panzergrenadier-Division. Vidare avgav Ordnungspolizei 8 000 poliser till det vid krigets början av Wehrmacht upprättade fältgendarmeriet. Som ersättning för dessa avgångar fick Ordnungspolizei anställa 26 000 polisrekryter ur årsklasserna 1909-1912 och 1918-1920 (se nedan). Vid mobiliseringen 1939 inkallades också 91 500 tjänstepliktiga i polisreserven ur årsklasserna 1901-09 till aktiv tjänstgöring. Dessa inkallelser utsträcktes efterhand till äldre årsklasser; 1940 hade Ordnungspolizei en uniformerad personalstyrka om 244 500 man. 1941 hade Ordnungspolizei en styrka av 276 000 man (se nedan). Då Ordnungspolizei var huvudansvariga för partisanbekämpningen i arméns etappområde på östfronten, krävdes en allt större personalstyrka, så att vid mitten av 1943 fanns det enbart i det ockuperade Sovjetunionen 328 000 man som tillhörde Ordnungspolizei.

### Personalstyrka 1941
På order av chefen för Ordnungspolizei gjordes en sammanställning över Ordnungspolizeis personalstyrka 1941 fördelad på dess olika tjänstegrenar. Nedan följer en sammanfattning av denna sammanställning.
| Ordningspolisen och polisreserven                                     | Personalstyrka |
| --------------------------------------------------------------------- | -------------- |
| Aktiv Ordnungspolizei vid krigsutbrottet, inkl. Feuerschutzpolizei    | 121 000 man    |
| Anställda folktyskar i de med Nazityskland införlivade områdena       | 6 000 man      |
| Polisrekryter                                                         | 26 000 man     |
| Värnpliktiga i polisreserven                                          | 117 500 man    |
| Militärutbildad Hitler Jugend ställd till Ordnungspolizeis förfogande | 6 000 man      |
| Summa                                                                 | 276 500 man    |

| Hilfspolizei                                                        | Personalstyrka |
| ------------------------------------------------------------------- | -------------- |
| Hjälppolis uppsatt av NSKK (Nationalsozialistisches Kraftfahrkorps) | 3 000 man      |
| Technische Nothilfe                                                 | 138 000 man    |
| Frivilliga brandkårerna                                             | 1 500 000 man  |
| Hitler Jugend-brandkårer                                            | 185 000 man    |
| Summa                                                               | 1 826 000 man  |

| Sicherheits- und Hilfsdienst (civilförsvarets undsättningsorganisation) | Personalstyrka |
| ----------------------------------------------------------------------- | -------------- |
| Alla tjänstegrenar                                                      | 165 000 man    |

Blev som Luftschutzpolizei en del av Ordnungspolizei 1942.

### Polispersonalens grader och löner
| Lönegrad | Årslön 1938 Reichsmark (RM) (grundlön utan tillägg) | Unterführer                         | Führer          | Motsvarande grad i SS (Armén)           |
| -------- | --------------------------------------------------- | ----------------------------------- | --------------- | --------------------------------------- |
| A9       | 1 800-2 700                                         | Unterwachtmeister                   |                 | SS-Sturmmann (Gefreiter)                |
| A8c5     | ..                                                  | Rottwachtmeister                    |                 | SS-Rottenführer (Obergefreiter)         |
| A8c4     | ..                                                  | Wachtmeister                        |                 | SS-Unterscharführer (Unteroffizier)     |
| A8c3     | ..                                                  | Oberwachtmeister                    |                 | SS-Scharführer (Unterfeldwebel)         |
| A7c      | 2 000-3 000                                         | Revieroberwachtmeister              |                 | SS-Oberscharführer (Feldwebel)          |
| A7c      | 2 000-3 000                                         | Hauptwachtmeister                   |                 | SS-Hauptscharführer (Oberfeldwebel)     |
| A7a      | 2 350-3 500                                         | Meister                             |                 | SS-Sturmscharführer (Stabsfeldwebel)    |
| A5b      | 2 300-4 200                                         | Obermeister senare Revierleutnant   |                 | SS-Untersturmführer (Leutnant)          |
| A4e      | 2 800-4 600                                         |                                     | Leutnant        | SS-Untersturmführer (Leutnant)          |
| A4e      | 2 800-4 600                                         |                                     | Oberleutnant    | SS-Obersturmführer (Oberleutnant)       |
| A4c2     | 2 800-5000                                          | Inspektor senare Revieroberleutnant |                 | SS-Obersturmführer (Oberleutnant)       |
| A4c1     | 2 800-5 300                                         | Revierhauptmann                     |                 | SS-Hauptsturmführer (Hauptmann)         |
| A3b      | 4 800-6 900                                         |                                     | Hauptmann       | SS-Hauptsturmführer (Hauptmann)         |
| A2c2     | 8 400                                               |                                     | Major           | SS-Sturmbannführer (Major)              |
| A2b      | 9 700                                               |                                     | Oberstleutnant  | SS-Obersturmbannführer (Oberstleutnant) |
| A1a      | 12 600                                              |                                     | Oberst          | SS-Standartenführer (Oberst)            |
| B7a      | 16 000                                              |                                     | Generalmajor    | SS-Brigadeführer (Generalmajor)         |
| B4       | 19 000                                              |                                     | Generalleutnant | SS-Gruppenführer (Generalleutnant)      |
| B3a      | 24 000                                              |                                     | General         | SS-Obergruppenführer (General)          |

Medellönen för en industriarbetare var 1939 1459 RM per år.
Medellönen för en privatanställd tjänsteman var 1939 2772 RM per år.

### Jämförelse av grader i Sipo, Verwaltungspolizei, Ordnungspolisei och SS
| Sicherheitspolizei                                                                   | Verwaltungspolizei | Ordnungspolizei                                                                                               | SS                     |
| ------------------------------------------------------------------------------------ | --- | --- | ---------------------- |
| Manskap                                                                              | | |                        |
| -----                                                                                | ----- | Anwärter | SS-Anwärter            |
| -----                                                                                | ----- | Anwärter (efter 6 månaders tjänstgöring)                                                                      | SS-Mann                |
| -----                                                                                | ----- | Unterwachtmeister                                                                                             | SS-Sturmmann           |
| -----                                                                                | ----- | Rottwachtmeister                                                                                              | SS-Rottenführer        |
| Unterführer (Underofficerare)                                                        | | |                        |
| -----                                                                                | Amtsgehilfe = Kontorsbiträde Botenmeister = Expeditionsvakt Hausmeister = Vaktmästare                                                                                        | Wachtmeister                                                                                                  | SS-Unterscharführer    |
| a.p. Kriminalassistent (extra tjänsteman)                                            | a.p. Polizeiassistent = Kansliskrivare (extra tjänsteman) | Oberwachtmeister                                                                                              | SS-Scharführer         |
| Kriminalassistent                                                                    | Polizeiassistent Regierungsassistent = Kansliskrivare Polizeigefängnisoberwachtmeister = Vaktkonstapel                                                                       | Revier-Oberwachtmeister (Schutzpolizei) Bezirks-Oberwachtmeister (Gendarmerie) Zugwachtmeister (polisförband) | SS-Oberscharführer     |
| Kriminaloberassistent                                                                | Polizeigefängnishauptwachtmeister = Överkonstapel | Hauptwachtmeister                                                                                             | SS-Hauptscharführer    |
| Kriminalsekretär                                                                     | Polizeisekretär Regierungssekretär = Förse kansliskrivare technischer Sekretär = Tekniker                                                                                    | Meister | SS-Sturmscharführer    |
| Führer (Officerare)                                                                  | | |                        |
| Kriminalobersekretär Hilfskriminalkommissar Kriminalkommissar zur Prüfung            | Polizeiobersekretär Regierungsobersekretär = Kontorsskrivare technischer Obersekretär = Tekniker a.p. Polizeiinspektor (extra tjänsteman)                                    | Revier-Leutnant (Bezirks-Leutnant) Leutnant der Schupo/Gendarmerie                                            | SS-Untersturmführer    |
| Kriminalinspektor Kriminalkommissar                                                  | Polizeiinspektor = Landsfiskalsassistent Regierungsinspektor = Byråassistent Assessor = Amanuens Ministerialregistrator = Registrator                                        | Revier-Oberleutnant (Bezirks-Oberleutnant) Oberleutnant der Schupo/Gendarmerie                                | SS-Obersturmführer     |
| Kriminalkommissar (med mer än tre års tjänst) Kriminalrat                            | Polizeioberinspektor = Landsfiskal Regierungsoberinspektor = Byråassistent Polizeirat = Landsfiskal Amtmann = Byråinspektör Regierungsassessor = Byråsekreterare             | Revier-Hauptmann (Bezirks-Hauptmann) Hauptmann der Schupo/Gendarmerie                                         | SS-Hauptsturmführer    |
| Kriminalrat (med mer än tre års tjänst) Kriminaldirektor Regierungs- und Kriminalrat | Polizeirat (med mer än tre års tjänst) = Landsfiskal Amtmann (med mer än tre års tjänst) = Byråinspektör Amtsrat = Förste byråinpektör Regierungsrat = Förste byråsekreterre | Major der Schupo/Gendarmerie                                                                                  | SS-Sturmbannführer     |
| Oberregierungs- und Kriminalrat                                                      | Oberregierungsrat = Byrådirektör Oberstleutnant der Polizei = Polismästare Polizeidirektor = Polismästare                                                                    | Oberstleutnant der Schupo/Gendarmerie                                                                         | SS-Obersturmbannführer |
| Regierungs- und Kriminaldirektor Reichskriminaldirektor                              | Regierungsdirektor = Byråchef Ministerialrat = Avdelningschef Oberst der Polizei = Polismästare Polizeipräsident = Polismästare                                              | Oberst der Schupo/Gendarmerie                                                                                 | SS-Standartenführer    |
| Höhere SS- und Polizeiführer (Generalspersoner)                                      | | |                        |
| -                                                                                    | Ministerialdirigent = Överdirektör | SS-Brigadeführer und Generalmajor der Polizei                                                                 | SS-Brigadeführer       |
| -                                                                                    | Ministerialdirektor = Generaldirektör | SS-Gruppenführer under Generalleutnant der Polizei                                                            | SS-Gruppenführer       |

- Rak stil = Einfache Dienst, Mittlere Dienst (lägre tjänstemän, mellantjänstemän)
- Fetstil = Gehobene Dienst (högre mellantjänstemän), Einheitslaufbahn (polisofficer)
- Kursiv = Höhere Dienst (högre tjänstemän)

### Jämförelse med svenska polisens grader
| Schutzpolizei                                                                                             | Verwaltungspolizei                                  | Svenska polisen vid samma tid |
| --- | --------------------------------------------------- | ----------------------------- |
| Unterwachtmeister Rottwachtmeister Wachtmeister Oberwachtmeister Revieroberwachtmeister Hauptwachtmeister | -                                                   | Konstapelsgraden              |
| Meister                                                                                                   | -                                                   | Inspektionskonstapelsgraden   |
| Obermeister Revierleutnant                                                                                | -                                                   | Överkonstapelsgraden          |
| Inspektor Revieroberleutnant Revierhauptmann                                                              | -                                                   | Kommissariegraden             |
| - | Polizieoberinspektor Polizeirat                     | Landsfiskalsgraden            |
| - | Oberstleutnant der Polizei                          | Intendentsgraden              |
| - | Polizeidirektor Polizeipräsident Oberst der Polizei | Polismästargraden             |

### Gradbeteckningar 1941-1945
Från 1942 ersattes polisgeneralernas gröna generalskragspeglar med gröna SS-kragspeglar.
| 17 | 16 | 15 | 14 |